# Geografia Laosu

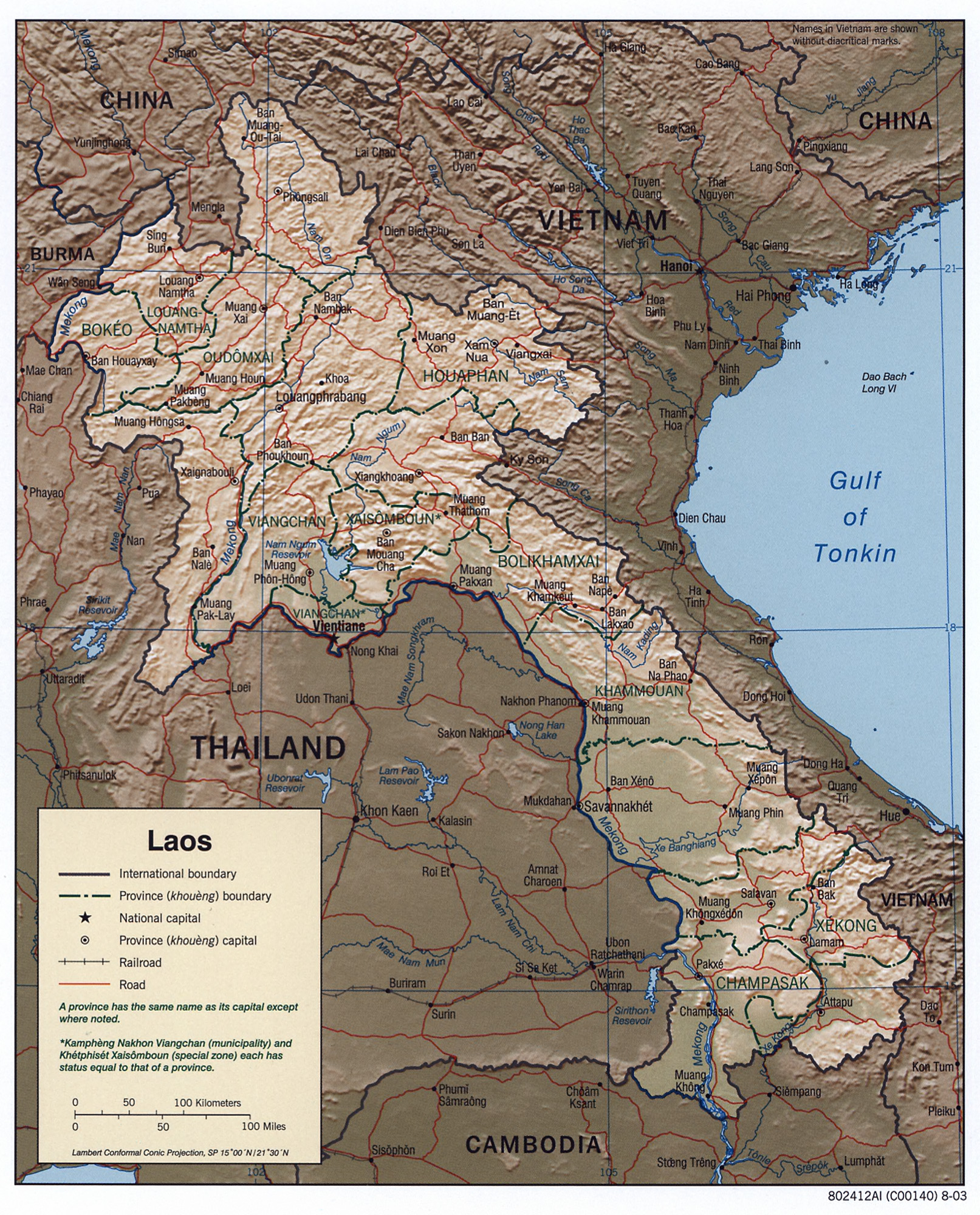
Mapa Laosu

Laos jest państwem leżącym w Azji Południowo-Wschodniej na Półwyspie Indochińskim. W Laosie, tak jak w innych państwach regionu, dominuje religia i kultura buddyjska oraz panuje, charakterystyczny dla Azji Południowo-Wschodniej, klimat monsunowy. Ten górzysty kraj należy do najuboższych państw świata, podstawą jego gospodarki jest rolnictwo.

## Powierzchnia i granice
Powierzchnia – 236 800 km².
Laos jest długi na około 900 km i szeroki na około 120 km (rozszerza się w północno-zachodniej części do około 270 km.

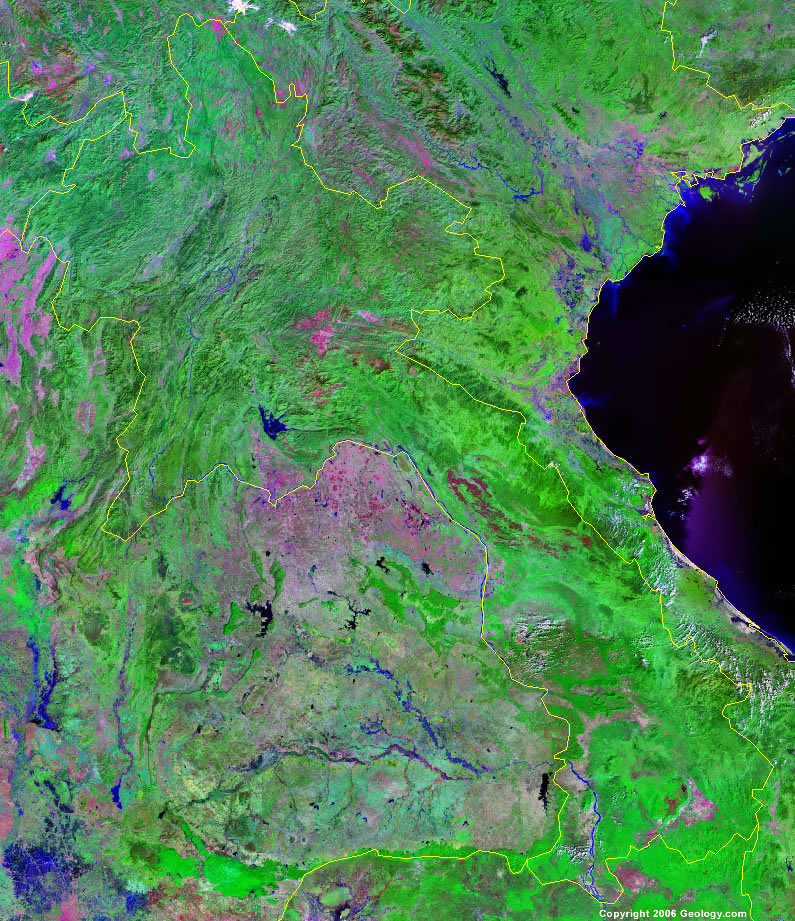
Mapa satelitarna Laosu i terenów sąsiednich

Laos graniczy z następującymi państwami:
- Tajlandia – 1754 km
- Mjanma – 235 km
- Chiny – 423 km
- Wietnam – 1650 km
- Kambodża – 541 km

Laos nie ma dostępu do morza.

## Budowa geologiczna i rzeźba
Większość powierzchni kraju (dokładnie 90%) stanowią góry i wyżyny, które obniżają się w kierunku południowo-zachodnim do granicznej doliny Mekongu. W północno-zachodniej części kraju góry przechodzą w prawy brzeg Mekongu. Na północy występuje szereg ciągnących się południkowo pasm, które należą do Gór Północnoindochińskich, stanowiących orograficzne przedłużenie Hengduan Shan. Góry na północy kraju zbudowane są z kredowych i mezozoicznych wapieni, łupków i piaskowców. W południowej części Gór Północnoindochińskich ciągnie się płaskowyż Sieng-Khuang zwany Równiną Dzbanów. Wznosi się tam najwyższy szczyt kraju – Phu Bia o wysokości 2820 m n.p.m. Na wschodzie wzdłuż granicy z Wietnamem ciągną się krystaliczne Góry Annamskie, z najwyższym szczytem – Rào Cỏ o wysokości 2235 m n.p.m. Góry te zbudowane są z granitów, wapieni oraz ze skał wylewnych, głównie bazaltów. Jedyne obszary nisko położone w Laosie znajdują się w zachodniej części kraju i stanowią obszar doliny Mekongu.

## Klimat

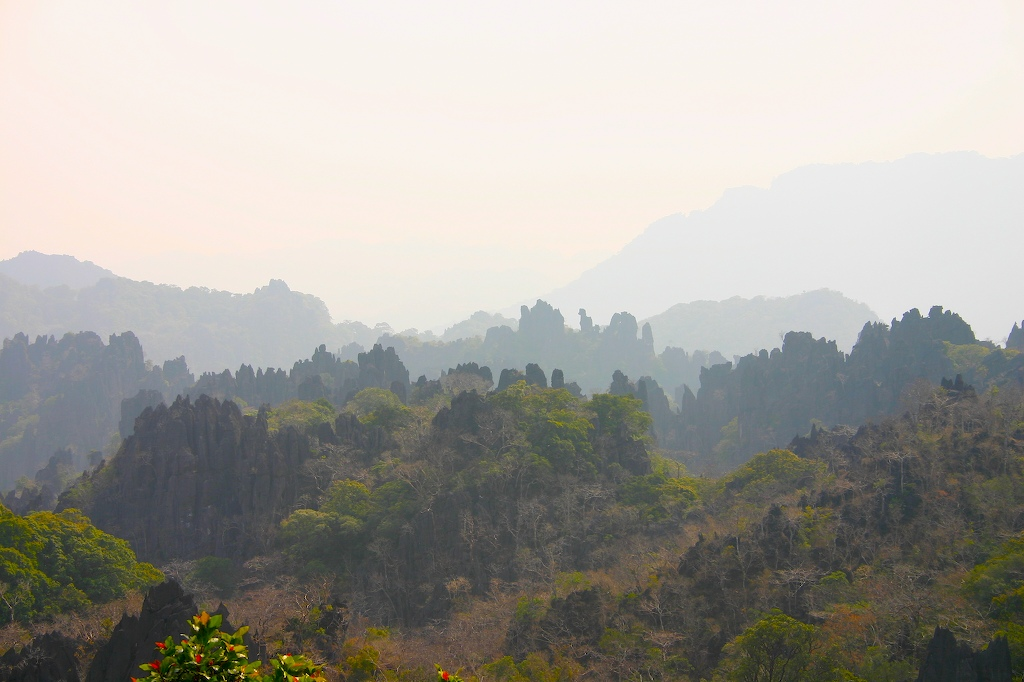
Górzysty krajobraz Laosu

Laos leży w strefie klimatu zwrotnikowego o jego monsunowej odmianie, przez co w kraju występuje zjawisko zmiennej cyrkulacji wiatrów, które przekładają się na ich roczny rozkład.
Laos jest krajem wilgotnym, obfitującym w opady, przyczyną jest rzeźba terenu, niewielka odległość od zbiorników wodnych jakimi są oceany (Spokojny i Indyjski). Maksimum opadowe przypada na miesiące letnie, kiedy wieje monsun południowo-wschodni. W zimie opady są niskie, ale rosną wraz ze wzrostem wysokości. Najwyższe opady notuje się na południu kraju, gdzie sięgają 3000 mm. Najniższe zaś na północy, gdzie średnio spada około 1000 mm rocznie.
Przebieg temperatur jest typowy dla krajów klimatów gorących. Najniższe wartości przypadają na miesiące grudzień-styczeń, średnie wartości wynoszą 16 °C na północy do 21 °C na południu. Jedynie wysoko w górach jest dość zimno, tam notuje się spadki nawet do 0 °C. Najgoręcej jest wiosną tuż przed nastaniem monsunu letniego. Na północy wartości termiczne wynoszą około 28 °C, na południu do 30 °C.

## Wody
Z racji dużych opadów i obecności masywów górskich, sieć rzeczna jest gęsta. Główną rzeką kraju jest Mekong, będący największą rzeką Azji Południowo-Wschodniej. Jej źródła znajdują się w Tybecie. Na odcinku blisko 1800 km Mekong płynie wzdłuż granicy tajlandzko-laotańskiej i wpływa na terytorium Kambodży. Jedynie w północno-zachodniej części Laosu, rzeka ta płynie wewnątrz terytorium kraju. Laos należy do zlewiska Oceanu Spokojnego (Morze Południowochińskie), niemal wszystkie górskie rzeki kraju uchodzą do Mekongu. Nieliczne tylko wypływając z gór uchodzą bezpośrednio do Morza Południowochińskiego, płynąc przez terytorium Wietnamu. Rzeki Laosu, w tym Mekong, cechują się zmiennością swych wodostanów, co jest typowe dla klimatu monsunowego. Wszystkie rzeki kraju są stałe.

## Gleby
W Laosie dominującym typem gleb są kwaśne i ubogie w składniki pokarmowe arkisole. W południowej części kraju występują czerwone nitosole, które są żyźniejsze od arkisoli. Na terenach górskich wytworzyły się różne typy gleb litogenicznych, zwanych leptosolami. Niziny nadrzeczne pokrywają żyzne mady.

## Flora
Świat roślinny jest bardzo bogaty. Lasy zajmują 54% powierzchni kraju i występują w nich liczne gatunki roślin charakterystycznych dla lasów podzwrotnikowych. Rosną tam drzewa tekowe, sandałowe i różane, a poza nimi rosną także hebanowce oraz dziko rosnące drzewa chlebowe i bananowce. W wyższych piętrach gór rosną lasy liściaste z dębami. Na terenach wyżynnych można spotkać płaty roślinności sawannowej. Pozostałe tereny są zajęte przez pola ryżowe i inne obszary wykorzystywane rolniczo.

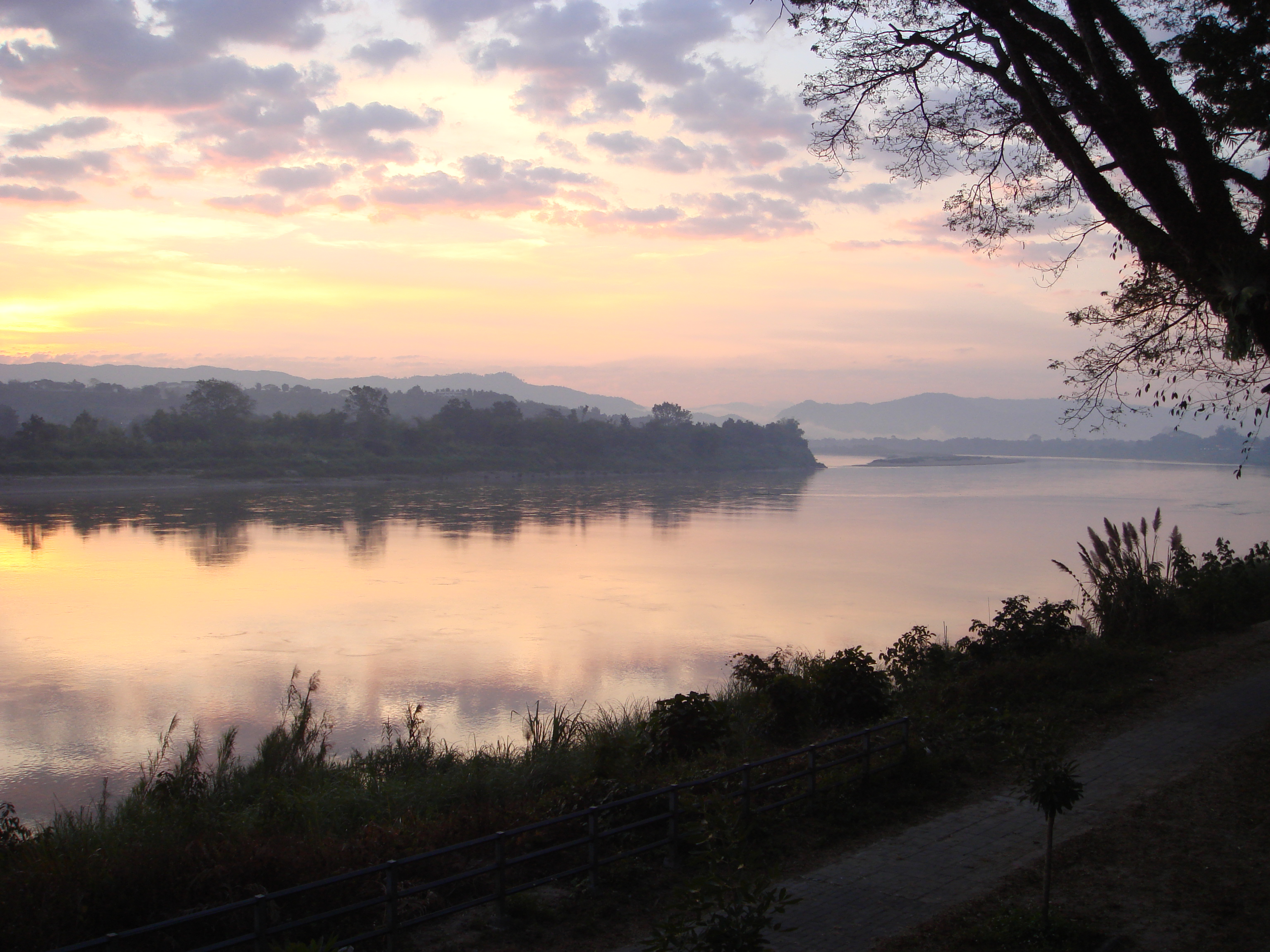
Dolny Mekong na terytorium Laosu

## Fauna
Fauna Laosu jest bogata, reprezentowana jest przez gatunki typowe dla Regionu Indochińskiego. Duże ssaki zostały mocno przetrzebione, ale wciąż można spotkać w tym kraju słonia indyjskiego, tapira malajskiego i nosorożca sumatrzańskiego. Pospolite w Laosie są bawoły, głównie banteng, oraz jeleniowate jak sambar indyjski i barasinga. W Laosie występuje antylopa garna, a z drapieżników tygrys i lampart. Licznymi gatunkami w Laosie są małpy wąskonose takie jak makak i langur, do rzadkości należą gibony. Interesującymi mieszkańcami lasu są nietoperze owocożerne i lotokoty. Bogaty jest świat ptaków, głównie bażantowate, a także ptaki brodzące. Liczne są też gady, gdzie największymi wężami kraju są pytony. Z racji wilgotnego klimatu i dużego udziału lasów, licznie występuje szeroka gama owadów w tym wielu gatunków jadowitych pająków.
Obszary chronione zajmują 11,7% powierzchni kraju, głównym celem tychże terenów jest ograniczenie masowych wyrębów laotańskiego lasu.